# Classe Duilio (nave da battaglia 1913)
La classe Duilio fu una classe di navi da battaglia in servizio nella Regia Marina durante la prima e la seconda guerra mondiale, al termine della quale entrarono a far parte della Marina Militare Italiana.

## Origine
Nata come derivazione delle Cavour la classe era formata da due unità, il Duilio e il Doria varate nel 1913 ed entrate in servizio rispettivamente nel maggio del 1915, qualche giorno prima dell'entrata in guerra dell'Italia, la prima e nel 1916, nel corso del conflitto, la seconda.
Le due unità, progettate durante la guerra italo turca, impostate dopo qualche tempo e la cui costruzione venne ultimata allo scoppio della guerra per una delle due navi e durante la guerra per la seconda, alla loro entrata in servizio già non erano più delle navi all'avanguardia, tuttavia non avevano in complesso difetti apprezzabili e nel corso della loro carriera, prima dei grandi lavori di trasformazione furono sottoposte solo a normali cicli di manutenzione ed ebbero soltanto piccolissime modifiche che riguardarono solo alcune apparecchiature o l'armamento antiaereo.

## Costruzione
Lo scafo che aveva la stessa forma di quello delle Cavour era in acciaio ad elevata resistenza, che, per la qualità impiegata, consentì un generale lieve alleggerimento di tutte le strutture, e rispetto alle Cavour aveva una compartimentazione stagna più suddivisa ed accurata. Le navi avevano tre ponti continui da poppa a prora e cioè, il ponte di protezione, il ponte di batteria e il ponte di coperta. Rispetto alle Cavour le Duilio avevano una coperta più ampia, il castello di prora più corto e la tuga corazzata centrale di dimensioni molto più ridotte, cosa che permise un abbassamento di oltre due metri della torre trinata centrale da 305mm, con conseguente miglioramento della stabilità sia della nave che della piattaforma durante il tiro dei cannoni, e le torri binate da 305 mm, sia di prora che di poppa, più ravvicinate alle torri trinate estreme. La corazzatura era praticamente uguale a quella delle Cavour.

## Propulsione
L'apparato motore era nella sua configurazione identico a quello delle Cavour, costituito da tre gruppi indipendenti di turbine collegati a quattro assi portaeliche ed alimentati da venti caldaie Yarrow, di cui otto con combustione a nafta e dodici con combustione mista carbone e nafta. Ciascuna caldaia era collegata al doppio anello delle tubolature principali e sussidiarie di vapore ed era dotata di polverizzatori tipo Thornycroft per una migliore efficienza della combustione della nafta.
Lo schema del funzionamento delle turbine era identico a quello adottato sulla precedente Cavour, con ogni gruppo di turbine costituito da una turbina di alta pressione e da una di bassa pressione per la marcia avanti. Le due turbine sia di alta sia di bassa pressione dei gruppi laterali agivano su di un solo asse, mentre quelle del gruppo centrale agivano sui due assi centrali. La turbina di marcia indietro nei gruppi laterali era incorporata nella turbina di bassa pressione, mentre il gruppo centrale era dotato di due turbine di marcia indietro, una per ciascun asse. Le sei turbine di marcia avanti, che agivano sui quattro assi portaeliche, sviluppavano una potenza complessiva di 32.000 HP, consentendo alle unità di raggiungere la velocità massima di 21 nodi, mentre le quattro turbine di marcia indietro, sviluppavano 14.000 cavalli.
Nelle andature normali il vapore veniva introdotto direttamente ed indipendentemente in ciascuna delle tre turbine di alta pressione, da dove passava e si espandeva nelle corrispondenti turbine di bassa pressione per poi scaricarsi nei rispettivi condensatori. Per le andature a velocità ridotta venivano tenute in azione o i due gruppi laterali solamente o il gruppo centrale. L'andatura più economica si otteneva mediante il funzionamento dei tre gruppi in serie, con il vapore che entrava nella turbina di alta pressione laterale destra, per poi passare a quella di alta pressione laterale sinistra e successivamente nelle turbine di alta e bassa pressione centrali, per poi scaricarsi nel condensatore centrale.
L'autonomia era di 4.800 miglia ad una velocità di 10 nodi.

## Armamento
L'armamento principale si componeva, come nelle Cavour, di tredici cannoni da 305/46 Mod. 1909 ripartiti in cinque torri di cui tre trinate, disposte una a poppa, una a prua ed una a cento nave, e due binate sopraelevate rispetto alle due torri di poppa e di prua. 

Le torri da 305/46 di prua di una nave classe Duilio con i pezzi da 76/45.

Le torri corazzate di questi cannoni erano brandeggiabili mediante sistema sia idraulico che elettrico, mentre l'elevazione delle munizioni dai depositi, il caricamento e la manovra delle grosse artiglierie all'interno le torri erano solamente idraulici.
L'armamento minore, che nelle Cavour era costituito da diciotto cannoni dal calibro da 120 mm sulle Duilio venne modificato ed i cannoni da 120/50 Mod. 1909 vennero sostituiti da sedici cannoni Schneider da 152/45mm, con la rinuncia a due bocche da fuoco, che però veniva ampiamente compensato dalla maggiore gittata dei nuovi cannoni e dal più consistente peso dei loro proiettili. I cannoni da 120 mm avevano infatti suscitato delle perplessità, sia perché ritenuti insufficienti contro i cacciatorpediniere più moderni, sia perché sulle navi di altre marine, come quella francese o austriaca, in costruzione nello stesso periodo, erano previste bocche da fuoco di calibro maggiore.
L'armamento minore era poi completato da 19 cannoni da 76/45 Mod. 1911 di cui sei per il tiro antiaereo montati su affusti modificati per consentire una maggiore elevazione. Questi pezzi avevano sistemazioni volanti e come nelle Cavour potevano essere spostati, montati e smontati, a seconda dei casi. La manovra dei cannoni da 152 mm e dei pezzi minori era esclusivamente manuale.
L'armamento silurante si componeva di 3 tubi lanciasiluri per siluri da 450 mm e la dotazione per ogni tubo era di tre siluri.

## Prima guerra mondiale
Duilio e Doria entrarono in servizio rispettivamente il 10 maggio 1915 e il 13 marzo 1916, dopo un lungo periodo di prove e di messa a punto.
Con l'entrata in servizio delle due navi la Marina italiana, che affrontava ancora una volta sul mare la Marina Austro-Ungarica, completava con la corazzata Dante Alighieri e le tre Cavour un gruppo di sei navi da battaglia di caratteristiche omogenee che potevano opporre 77 cannoni da 305 contro 32 cannoni di ugual calibro imbarcati sulle loro corrispondenti navi da battaglia austro-ungariche. Durante il conflitto tuttavia le due forze non ebbero mai occasione di scontrarsi in quanto la Regia Marina impose un efficace blocco dell'Adriatico e perché la Marina nemica raramente compì uscite in mare con il grosso della Squadra da Battaglia. Le navi rimasero pressoché inattive durante tutto il periodo nelle loro basi. La corazzata Duilio compì in tutto quattro missioni di guerra per 268 ore di moto, ed effettuò 512 ore di moto per esercitazioni, mentre la gemella Andrea Doria alla fine della guerra aveva totalizzato solo 70 ore di moto per missioni e 311 ore per esercitazioni.

## Attività fra le due guerre
Dopo la fine della guerra Duilio, Doria e Giulio Cesare raggiunsero Corfù per un periodo di esercitazioni, e vi rimasero fino all'inizio del 1919.
Alla fine del 1920 in seguito all'Impresa di Fiume di Gabriele D'Annunzio presero parte al blocco di Fiume, e al bombardamento della città, nei giorni che passarono poi alla storia con il nome di Natale di sangue.
Nel 1923 le due unità insieme alle Cavour attaccarono l'isola greca di Corfu, come rappresaglia per l'uccisione di rappresentanti italiani a Janina, in particolare bombardarono una fortezza greca abbandonata, che era in quel momento occupata da alcune migliaia di profughi greci dell'Asia minore, molti civili morirono o furono coinvolti dal bombardamento.
Fra il 1919 ed il 1924 il numero dei cannoni 76/45 Mod. 1911 venne ridotto ed alcuni cannoni da 76/50mm sostituiti da sei più moderni cannoni da 76/40 Mod. 1916 R.M. sviluppati durante la guerra; dal 1925 in poi l'armamento minore era configurato in 13 cannoni da 76/50mm, 6 cannoni antiaerei da 76/40mm disposti in coperta tre per lato, 2 mitragliere Vickers da 40/39mm in funzione antiaerea. Le apparecchiature per la direzione del tiro su queste due navi, risultate fin dall'inizio più perfezionate e moderne di quelle delle Cavour, dopo il conflitto vennero potenziate con la sistemazione di centrali di tiro, telemetri ed apparecchi di punteria.
Nel 1925, analogamente alle Cavour sulle due unità era stato imbarcato un idrovolante da ricognizione Macchi M.18, che venne sistemato sul cielo della torre centrale, in un'apposita sella brandeggiabile per poter orientare, secondo la direzione del vento, il velivolo, che veniva messo in mare ed issato a bordo per mezzo di un albero di carico. Nel 1926 per il lancio dell'idrovolante era stata anche installata una catapulta.
Nel 1932 la Duilio e nel 1933 la Doria vennero poste in riserva nell'attesa della radiazione e della successiva demolizione.

## Ricostruzione

### Origine dei lavori di ricostruzione
Dopo che il trattato di Washington aveva fermato la costruzione di nuove navi da battaglia dopo il 1922, le varie potenze navali si ritrovarono nei primi anni trenta con flotte ormai datate e grossi problemi diplomatici per costruire nuove navi. Così praticamente tutte le marine affrontarono grandi lavori di ammodernamento delle loro navi principali. La nazione che operò le modifiche più grandi fu senza dubbio l'Italia, seguita in parte dalla Gran Bretagna.
Nei piani della prima metà degli anni trenta della Regia Marina non era però previsto alcun futuro per le due Duilio. La futura prima linea della Marina Italiana doveva essere infatti composta da 2 navi da battaglia di nuova generazione della Littorio, dalle due Cavour ricostruite e da due incrociatori da battaglia derivati dalla classe Littorio e già studiati dall'Ansaldo di Genova. Questo perché i nuovi incrociatori avrebbero dovuto fronteggiare alla pari i due incrociatori francesi classe Dunkerque, mentre le Littorio e le Cavour ricostruite avrebbero fronteggiato le quattro vecchie corazzate ricostruite francesi.
I piani vennero modificati quando apparve chiaro l'approssimarsi di una nuova guerra europea. In risposta all'impostazione delle nuove navi da battaglia francesi classe Richelieu, la Regia Marina decise per la rinuncia agli incrociatori da battaglia, preferendo costruire altre due unità della classe Littorio, che sarebbero poi state la Roma e la Impero. In aggiunta ad esse, si optò per la ricostruzione anche delle Duilio, considerata un'opzione più economica della costruzione di nuove navi.
Dopo essere state poste in disarmo all'inizio degli anni trenta le Duilio furono rimesse in servizio per essere sottoposte a radicali lavori di riammodernamento tra il 1937 e il 1940 e in questa nuova configurazione parteciparono alla seconda guerra mondiale.

### Lavori di ricostruzione
I progetti seguirono la falsariga di quelli per la ricostruzione delle precedenti Cavour, ma risentirono grandemente anche della concomitante costruzione delle Littorio, con modifiche nella pianta dello scafo, nelle sovrastrutture concentrate a mezza nave, nell'apparato motore potenziato di più del 250% e nell'armamento. Le modifiche allo scafo, all'apparato motore e a buona parte delle sovrastrutture furono le stesse delle Cavour.
La ricostruzione, che per entrambe le navi iniziò nel 1937, ed ebbe termine nel 1940, lasciò inalterato solo il 40% della struttura originale, riutilizzando in pratica solamente lo scafo e la corazzatura di murata, per il resto si trattò di una trasformazione radicale che cambiò il profilo delle due unità, con profonde modifiche allo scafo, la cui lunghezza venne aumentata di 10,3 m per contribuire ad aumentare la velocità della nave e per ottenere un miglior rendimento del nuovo apparato motore, di cui le unità vennero dotate, si dovette aumentare il coefficiente di finezza dello scafo, ottenuta mediante l'inserimento di una sezione aggiuntiva di 10 metri di lunghezza, a differenza delle Cavour, in cui venne sovrapposta di una nuova prora alla vecchia. La parte poppiera, tranne l'abolizione di due assi portaeliche, non venne modificata ed i due timoni rimasero gli stessi. La protezione, sia verticale che orizzontale, subì solamente dei minimi ritocchi. La cintura verticale, al galleggiamento, mantenne lo spessore, assolutamente insufficiente per delle navi che avrebbero probabilmente dovuto sostenere combattimenti con navi armate con cannoni da 381 mm, mentre per rendere le due unità meno vulnerabili alle bombe di aereo, particolarmente a centro nave in corrispondenza dell'apparato motore, vennero applicate sul ponte di protezione, alcuni strati di lamiere di acciaio. Allo scopo di aumentare la protezione, intorno ai basamenti cilindrici delle torri di grosso calibro, venne applicata una corazzetta di 50 mm di spessore, che venne praticamente addossata al vecchio basamento cilindrico, a differenza delle Cavour in cui venne sistemata ad una distanza di 50 cm dalla protezione vera e propria.
Il torrione a forma tronco-conica non molto elevato aveva alla sommità della plancia i telemetri per il calcolo della distanza dei bersagli e le apparecchiature per la direzione tiro dei calibri principali.
Le modifiche alla propulsione furono le stesse delle Cavour con l'installazione di nuovi motori dalla potenza di 75 000 cv, che nelle prove a tutta forza giunsero a sviluppare una potenza di 87 000CV e consentivano alle unità di raggiungere una velocità di 27 nodi, leggermente inferiore a quella della Cavour. La produzione del vapore era assicurata da otto caldaie a tubi d'acqua con surriscaldatori del tipo Yarrow, con bruciatori a nafta e due gruppi indipendenti di turbine Belluzzo che azionavano due assi con eliche tripale. Vennero eliminati due dei quattro assi, mentre caldaie e gruppi turboriduttori trovarono posto in posizione centrale a poppavia del torrione comando. Ogni gruppo di turbine era composto da una turbina di alta pressione, da due di bassa pressione con incorporata la marcia indietro e da un riduttore, e disposti uno in un locale a poppavia delle caldaie di sinistra e l'altro in un locale a proravia delle caldaie di dritta.
L'apparato motore mostrò sempre grande affidabilità, non essendosi mai verificate mai avarie di grave entità ed avendo sempre retto abbastanza bene anche agli sforzi prolungati di navigazione a tutta forza.
| Profilo e pianta prima della ricostruzione | Profilo e pianta dopo la ricostruzione |

La ristrutturazione dell'armamento principale fu uguale a quello delle Cavour con l'eliminazione della torre centrale da 305 mm/46 e la ri-tubazione delle altre torri da 305 mm/46 a 320mm/44, per cui la configurazione finale presentò un totale di 10 cannoni da 320/44mm suddivisi fra due torri trinate, disposte a prua ed a poppa, e due torri binate sopraelevate, anch'esse una a prua ed una a poppa. La gittata massima di questi cannoni che sparavano proiettili del peso massimo di 525 kg era di 28 600 metri all'elevazione di 27 gradi. Le torri binate avevano un peso di 539 tonnellate mentre il peso di quelle trinate era di 733 tonnellate; la velocità di brandeggio era di 5° al secondo. L'armamento principale con l'aumento del calibro e con la maggiore elevazione tuttavia non migliorò, poiché alla maggior gittata non corrispose una buona precisione del tiro.
L'armamento secondario fu ispirato, in buona parte, a quello delle Littorio. Così rispetto alle Cavour vennero eliminate le sei torrette binate da 120/50mm intorno al ridotto centrale, sostituite da quattro torri trinate OTO da 135/45 Mod.1938 concentrate ai fianchi del torrione. La disposizione di questi cannoni consentiva un notevole volume di fuoco, sia antinave che come tiro di sbarramento antiaereo. Tutt'intorno al ridotto erano invece sistemati cinque per ogni lato i dieci cannoni antiaerei da 90/50mm mod. A-1938 che per l'epoca furono una soluzione avveniristica, in quanto la minaccia aerea alle corazzate non era tenuta in grande considerazione negli ambienti militari dell'epoca, come sarà invece pochi anni dopo. Questi cannoni erano sistemati in torrette singole stabilizzate, in modo da ridurre gli effetti dei movimenti di oscillazione della nave, ed il loro tiro costituiva, insieme alla massa di fuoco delle mitragliere e al tiro di sbarramento dei cannoni da 135 mm, un grosso ostacolo per gli aerei dell'epoca e con il loro angolo di elevazione di 75° fornivano una copertura alla nave anche contro aerei ad alta quota. L'impianto da 90/50 era tanto avanzato per il tempo da risultare non pienamente maturo. L'affusto era prestabilizzato sui quattro assi di direzione, alzo, rollio e beccheggio, grazie ad un sistema di ben undici giroscopi. La correzione del rollio era di ±14°, quella del beccheggio di ±5° e la movimentazione dei pezzi elettrica ed asservita alla centrale di tiro; tuttavia, poiché le torri sulle murate erano posizionate piuttosto basse e quindi soggette ad infiltrazioni d'acqua, l'impianto elettrico venne rimosso nel 1942 e sostituito con la movimentazione manuale.
Completavano lo schermo antiaereo quindici cannoni da 37/54 mm in tre impianti singoli, montati su affusti a scomparsa e in sei impianti binati e sedici mitragliere da 20/65 mm in otto impianti binati. Nella primavera 1942 vennero imbarcati altri due impianti binati da 37/54 portando a diciannove il totale di questi calibri.
Venne anche installata una moderna centrale di tiro e rimossi i tubi lanciasiluri.
Nel dopoguerra, quando le due unità rimasero in servizio per compiti di rappresentanza ed addestramento, fu operata una piccola riduzione nel numero delle armi per la difesa antiaerea ravvicinata sbarcando i cannoni singoli da 37 mm e i due impianti binati da 20 mm che erano sistemati nella tuga di poppa.
Decisamente interessante era la protezione subacquea, denominata "cilindri assorbitori modello Pugliese" dal nome dell'ingegnere e generale del Genio Navale che la progettò. Tale protezione, la cui efficacia rimane controversa e non è stata né confermata né smentita dalle vicende belliche, consisteva in due lunghi cilindri deformabili, che posti lungo la murata, all'interno di una paratia piena, avevano il compito di assorbire la forza dell'onda d'urto provocata dall'esplosione di un siluro o di una mina, disperdendola all'interno del cilindro. La soluzione, adottata già nella ricostruzione delle Cavour venne successivamente adottata anche nella costruzione delle Littorio.

#### Considerazioni sull'utilità dei lavori
Si è a lungo dibattuto sull'utilità dei lavori, sulla loro effettiva efficacia, sull'effettivo valore bellico delle navi ricostruite.
Le navi furono integralmente risistemate e, sostanzialmente, all'uscita dal cantiere le navi si potevano considerare nuove; nel complesso, fu un intervento di ingegneria navale straordinario. Tuttavia non si poté intervenire su alcune debolezze strutturali dovute all'anzianità del progetto originale, quali ad esempio l'estrema debolezza della protezione subacquea; inoltre proprio la radicalità dell'intervento finì per costare alquanto alle casse non propriamente floride dello Stato Italiano.
I detrattori dell'idea di ricostruire le Duilio (e prima ancora, in molti casi, le Cavour), sostengono che il costo affrontato non abbia comunque fornito all'Italia delle unità che potessero affrontare le loro più moderne avversarie, né che fossero adeguate alle moderne minacce aeree e subacquee, e questo è indubbiamente vero. Tuttavia bisogna dire che in Mediterraneo le nostre navi ricostruite dovettero affrontare le navi delle classi Queen Elizabeth e Nelson, ovvero navi coeve, anch'esse risalenti alla prima guerra mondiale, ma queste ultime disponevano di artiglierie da 381 mm e 406 mm, decisamente superiori a quelle delle Duilio che potevano contare solo su una maggiore velocità, visto che anche la protezione era inferiore. Le navi ricostruite in effetti operarono attivamente solo nel primo periodo della seconda guerra mondiale e dopo l'entrata in servizio delle Littorio vennero impiegate in compiti secondari. Le Cavour avevano un armamento antiaereo piuttosto scarso che venne migliorato sulle successive Duilio e furono le uniche navi da battaglia italiane a non avere i moderni cannoni antiaerei da 90 mm mentre un altro difetto fu la scarsa corazzatura unita ad una non eccelsa robustezza strutturale, dimostrata dal fatto che nella notte di Taranto la Conte di Cavour colpita da un solo siluro non rientrò più in servizio, mentre la Littorio colpita da tre siluri dopo cinque mesi era già tornata in servizio. Anche la Duilio venne colpita nella stessa circostanza da un siluro, ma portata ad incagliare in acque basse per evitarne l'affondamento venne riportata a galla nel gennaio 1941 e, sottoposta alle necessarie riparazioni, il 3 maggio 1941 rientrò in servizio a Taranto venendo successivamente usata principalmente come scorta pesante dei convogli italiani verso la Libia. Le Duilio, seguendo l'esperienza delle Cavour e incorporando alcune soluzioni delle moderne Littorio, quando rientrarono in servizio si rivelarono un notevole passo avanti in confronto alle Cavour rispetto alle quali avevano i moderni cannoni da 135 e da 90 mm, ma erano comunque navi troppo vecchie e furono utilizzate per la scorta ai convogli, ruolo in cui si rivelarono adatte grazie al notevole armamento antiaereo. Complessivamente il programma che portò alla ricostruzione delle Cavour e delle Duilio si rivelò inutile, in quanto incapaci di affrontare le insidie di una guerra moderna furono relegate a compiti che navi meno costose avrebbero svolto meglio.

## Seconda guerra mondiale
Le Duilio entrarono in servizio quando la guerra era cominciata e fecero parte a Taranto della V Divisione Corazzate nell'ambito della Iª Squadra Navale. Queste navi, pur con i loro limiti, si dimostrarono all'altezza dei compiti loro affidati, e per quasi un anno riuscirono a sostenere da sole tutto il peso dei bisogni di "scorta pesante" dei convogli italiani verso la Libia (gennaio 1942-gennaio 1943). I limiti della protezione subacquea emersero in tutta la loro gravità durante l'attacco inglese alla base di Taranto dell'11 novembre 1940, nel quale la Duilio fu gravemente danneggiata.
La due unità parteciparono anche alla prima battaglia della Sirte e dopo l'armistizio dell'8 settembre 1943 raggiunsero Malta con il resto della squadra navale, effettuando poi attività minori fino al termine della guerra.

## Nel dopoguerra
Al termine della seconda guerra mondiale le due unità entrarono a fra parte della Marina Militare Italiana e furono le due sole navi da battaglia concesse all'Italia dal trattato di pace, mentre alle altre navi da battaglia che erano sopravvissute alla guerra toccò sorte diversa, con le Littorio costrette alla demolizione e la Giulio Cesare ceduta all'Unione Sovietica. Le due unità furono poco utilizzate perché logorate dai tanti anni di servizio e svolsero per lo più attività addestrative e di rappresentanza fino alla loro radiazione avvenuta nel 1956 e alla successiva demolizione, avvicendandosi anche nel ruolo di ammiraglia della flotta della Marina Militare Italiana.

### Annotazioni
1. ↑  Benché frequentemente indicata con il nome di Caio Duilio, la prima unità della classe portava ufficialmente il nome di Duilio. Vedi  Decreto numero 1269, in Gazzetta ufficiale del regno d'Italia, n. 284, Roma, 6 dicembre 1911.

### Fonti
1. ↑  Corazzate classe Doria su planciacomando.
2. 1 2   Franco Bargoni, Franco Gay, Corazzate Classe Caio Duilio, Roma, Bizzarri, 1972.
3. 1 2   Il sito della Marina Militare italiana: Caio Duilio, Nave da battaglia (ante ricostruzione), su marina.difesa.it. URL consultato il 22 giugno 2009.
4. ↑  Caio Duilio su marina.difesa.it.
5. ↑   Cannoni & Munizioni, su regiamarinaitaliana.it. URL consultato il 3 febbraio 2008 (archiviato dall'url originale il 16 giugno 2014).
6. 1 2  90 mm/50 (3.5") Ansaldo Model 1938 90 mm/50 (3.5") OTO Model 1939